# Подолинський Василь Іванович
Васи́ль Іва́нович Подоли́нський (15 січня 1815, Біличі — 24 серпня 1876, Манів) — український громадсько-політичний діяч у Галичині, греко-католицький священник, публіцист, історик.

## Життєпис
Народився у селі Біличі (Старосамбірський район, Львівська область). Середню освіту здобував у Львові, Перемишлі та Чернівцях. Навчаючись у 1837—1841 рр. у Львівському університеті, належав до польсько-української революційної таємної організації «Союз синів вітчизни» (низова ланка «Молодої Сарматії»). Згодом також навчався у греко-католицькій семінарії, а з 1843 р. був священником.
Під час революції 1848—1849 рр. в Австрійській імперії Подолинський написав і намагався видати в друкарні Карла Полляка у Сяноці брошуру «Слово перестороги», в якій обґрунтував право українського народу на національну незалежність у контексті національного визволення інших поневолених народів, насамперед слов'янських. Ідеалом Подолинського була незалежна Україна у федеративному зв'язку слов'янських демократичних республік. Єдиний друкований (коректорський) примірник брошури знайшов Василь Щурат у 1913 р., а її вперше опубліковано у польському оригіналі та перекладі сучасною українською мовою в 1994 р.
У 1859 р. заснував у Маневі першу та єдину на весь Ліський повіт (нині Сяніцький повіт Польща) народну школу. 1868 р. надрукував у львівському журналі «Правда» історичне дослідження «Маркомани», в якому, виявивши ґрунтовне знання історичних джерел, відстоював слов'янське походження племені маркоманів, відомого своїми війнами проти Риму в 1—2 сторіччях н. е.

## Політичні погляди
Василь Подолинський виступає непримиренним противником абсолютизму, виступає ревним прихильником поразки габсбурзької монархії у Відні і прихильником прийняття конституції Австрійської імперії. Він засуджує будь-яке поневолення та насильство. Його ідеалом є рівноправність усхі людей. Саме на основі цих ідеалів він розглядає національне питання, а також проблему міжнаціональних відносин.

### Українська соборність
У своїй брошурі «Слово перестороги» він стверджував, що русини вірять у відродження Русі, і разом з іншими народами хочуть бути вільними (незалежними). Після створення у травні 1848 р. першої політичної організації галицьких українців Головної Руської Ради, ці ідеї набули чітких політичних ознак. У її відозві наголошувалося, що галицькі українці належать до великого «руського народу, який одним говорить язиком і 15 мільйонів виносить». Це було перше офіційне декларування єдності галицьких та наддніпрянських українців із чітким вказуванням на національну ознаку — єдиний народ із спільною мовою. Крім того, автори відозви вказували і на тривалу традицію державності, продовжуючи запропоновану Подолинським ідею про існування давньоруської та козацької державності.

### Українці та поляки
Василь Подолинський виступав за налагодження міжнаціональних взаємин на засадах рівноправ'я і взаємоповаги, зокрема українсько-польських у Галичині. Він заперечував твердження деяких польських публіцистів, серед яких Юзеф Супінський, Й. К. Цибульський, про те, що українці не є окремою нацією, а становить частину польського народу. Він стверджує, що історія з давніх часів пам'ятає українців як окремий слов'янський народ із своєю власною мовою, а тому немає жодних підстав заперечувати це. Більше того, галицькі українці є корінним населенням краю, яке становить невід'ємну частину багатомільйонного українського народу. Цим самим Подолинський продовжув традицію, започатковану «Руською трійцею», про національну самосвідомість русинів Галичини.
Подолинський не схвалював гострої полеміки між представниками польської та української громадськості, вважаючи, що вона може завдати шкоди обом народам. Він докоряв представникам польського демократичного табору за те, що вони, закликаючи українців до згоди та братерства, самі не роблять нічого практично для цього, а своїми нападками на український рух лише поглиблюють розбрат. Вважав короткозорими тих, хто вперто твердить українцям про польську свободу, не згадуючи нічого про українську. Це дає підстави українцям здогадуватися про небезпеку їхнього цілковитого ополячення. Проте спроби ополячення заздалегідь приречені на провал, а країна, де денаціоналізується великий і монолітний народ, є зразком політичної недосконалості. Відтак польські демократи, борючися за визволення свого народу, не повинні відмовляти у праві на свободу іншому народові й заперечувати національну ідентичність українців.
Він високо оцінює тих польських демократів, які прагнули залучити українську молодь до польського національно-визвольного руху і підтримували ідею національної незалежності українців, вважаючи що це допомогло посилити національну свідомість галицьких українців і цим самим сприяло зростанню їхнього національно-визвольного руху.
Відзначаючи, що в силу історичних обставин у Галичині поруч з українцями живе чимало поляків, Подолинський вважає, що обидва народи могли б співжити і в майбутньому, але за умови цілковитої відмови від панування однієї нації над іншою та дотримання принципу їхньої рівноправності. Зберігаючи союз з поляками, українці стали б сильнішими і їм легше було б домогтися своїх національних прав. Натомість будь-яка безоглядна полонізація чи українізація усього населення краю були б проявами колишнього абсолютизму. «Не вартий польського імені той, - пише він, - хто не хоче визнати українця, але й не вартий українського імені той, хто не хоче визнати поляка».
В інтересах зближення українського та польського народів і забезпечення їхнього успіху в боротьбі за національну свободу, Василь Подолинський закликав польських демократів відмовитись від своїх безперспективних позицій в українському питанні, визнати українців самостійним народом, гарантувати їм у Галичині рівні права з поляками. Вважав, що українці можуть допомогти полякам відродити їхню державу, проте та має шанувати й захищати їх, повинна бути федеральною, а не ідентичною, егоїстичною. Польща може постати й бути сильною навіть за умови, що її східна половина збереже свій український характер і буде розмовляти українською мовою.

## Твори
- Слово перестороги. — Сянок, 1848 (пер. з пол. Ф. І. Стеблія. на Ізборнику)